# Epania cobaltina
Epania cobaltina là một loài bọ cánh cứng trong họ Cerambycidae.